# Ignaz Lumberger
Ignaz Lumberger (* 1710 in Aichach; † 1800 in Dachau) war Bürgermeister von Dachau.
Von Beruf gelernter Metzger, arbeitete er in Dachau als Wirt und besaß mehrere Häuser. Selbst bewohnte er das sogenannte „Melberhaus“ (Dachau Nr. 23). Von 1743 bis 1768 war er Bürgermeister des Ortes. Nach ihm ist die Lumbergerstraße in Dachau benannt.